# Canon de 75 mm de montagne modèle 1919 Schneider
Pour les articles homonymes, voir Canon de 75 mm.
Le canon de 75 mm de montagne modèle 1919 Schneider, ou canon de 75 M mle. 1919 est un canon de montagne français fabriqué par Schneider. Conçu pour remplacer le canon de 65 mm de montagne modèle 1906, devenu dépassé pour la Première Guerre mondiale. Arrivé trop tard pour cette guerre il a été utilisé pendant la Seconde Guerre mondiale, en même temps que son dérivé le modèle 1928.  Elle été utilisée par le Brésil, le Paraguay, la Yougoslavie et la Grèce, ainsi que par la Wehrmacht pour certains modèles capturés ; ils y sont désignés 7,5 cm GebK 237(f). 

## Conception
Afin de faciliter son transport par des mules, l’arme est démontable en sept éléments d'environ 100 kg. Pour pouvoir être utilisé le plus efficacement possible en terrain montagneux l'affut pouvait prendre deux positions de tir, une position haute qui permettait de tirer de 20 à 40° et une position basse qui permettais de tirer de −10 à 20°. Les servants sont protégés par un bouclier blindé.
Ses munitions étaient les mêmes que celles du canon de 75 mm modèle 1897 mais la charge était divisée en 6 parties.

## Dans l'armée française
Le canon est utilisé pour la première fois pendant la Guerre du Rif au sein du RACM qui aligne cinq batteries de 75M et une batterie de 105M. Ces batteries sont maintenues en réserve générale et sont utilisées épisodiquement. On en retrouve un certain nombre utilisé par l'armée des Alpes en juin 1940, il est ensuite utilisé dans la libération des Alpes en 1944 et 1945. En avril 1945, quelques canons de 75 M sont acheminés par téléphérique à 3 593 m d'altitude sur les hauteurs de Chamonix et participent à gagner les combats d'artillerie les plus hauts d'Europe en détruisant le téléphérique utilisé par les Allemands pour se ravitailler, ces derniers sont alors contraints de se replier.

## Dans l’armée grecque
Le 75 M modèle 1919 est utilisé par l’armée grecque pendant la guerre gréco-italienne d'octobre 1940 à avril 1941. Au niveau divisionnaire, il est utilisé en conjonction avec le 105 mm mle. 1919 Schneider : chaque division possède un régiment d'artillerie avec 16 canons de 75 mm de montagne, et 8 canons de 105 mm. Au total, 192 canons de 75 M modèle 1919 seront achetés par la Grèce, et équiperont 12 régiments d'artillerie divisionnaires sur 15.

## Exemplaires subsistants
- Trois 75 M commandés en 1923 par l'armée brésilienne sont exposés au fort de Copacabana à Rio de Janeiro. Quatre autres sont utilisés comme canons de cérémonie par la même armée brésilienne à Curitiba.
- Plusieurs des 24 originaux achetés sont encore utilisés comme gardiens de porte ou exposés dans des musées paraguayens, car ils ont servi pendant la guerre du Chaco.
- Un exemplaire est exposé au musée de la guerre d’Athènes.
- Un canon issu de la collection Nexter de Saint-Chamond est exposée au Musée des Blindés de Saumur.
- Un exemplaire est visible au monument aux morts de la cité administrative Coligny à Orléans.
- Un exemplaire est exposé au Musée de l'Artillerie à Draguignan.

## Images

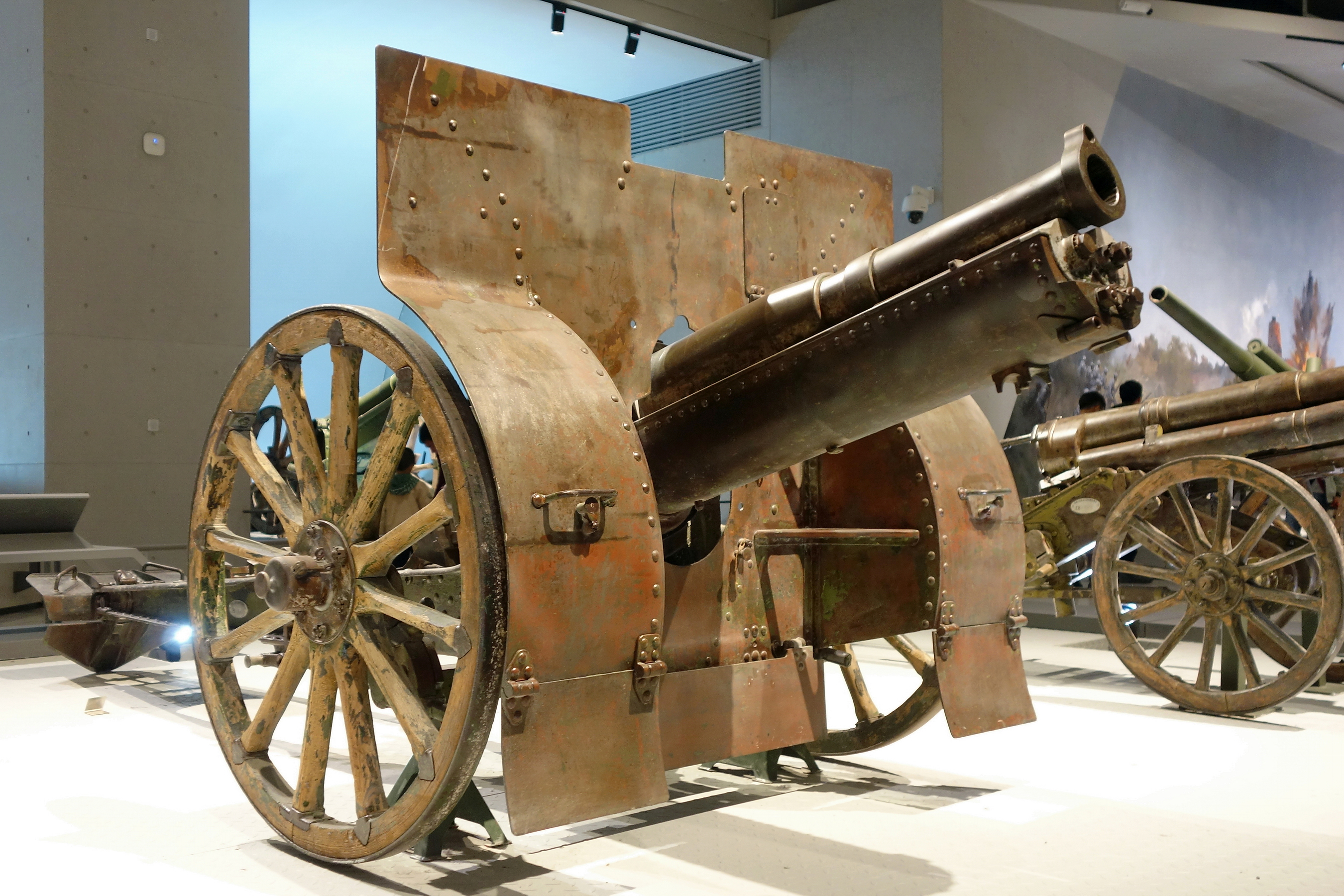
Exemplaire du Musée militaire de la révolution populaire chinoise
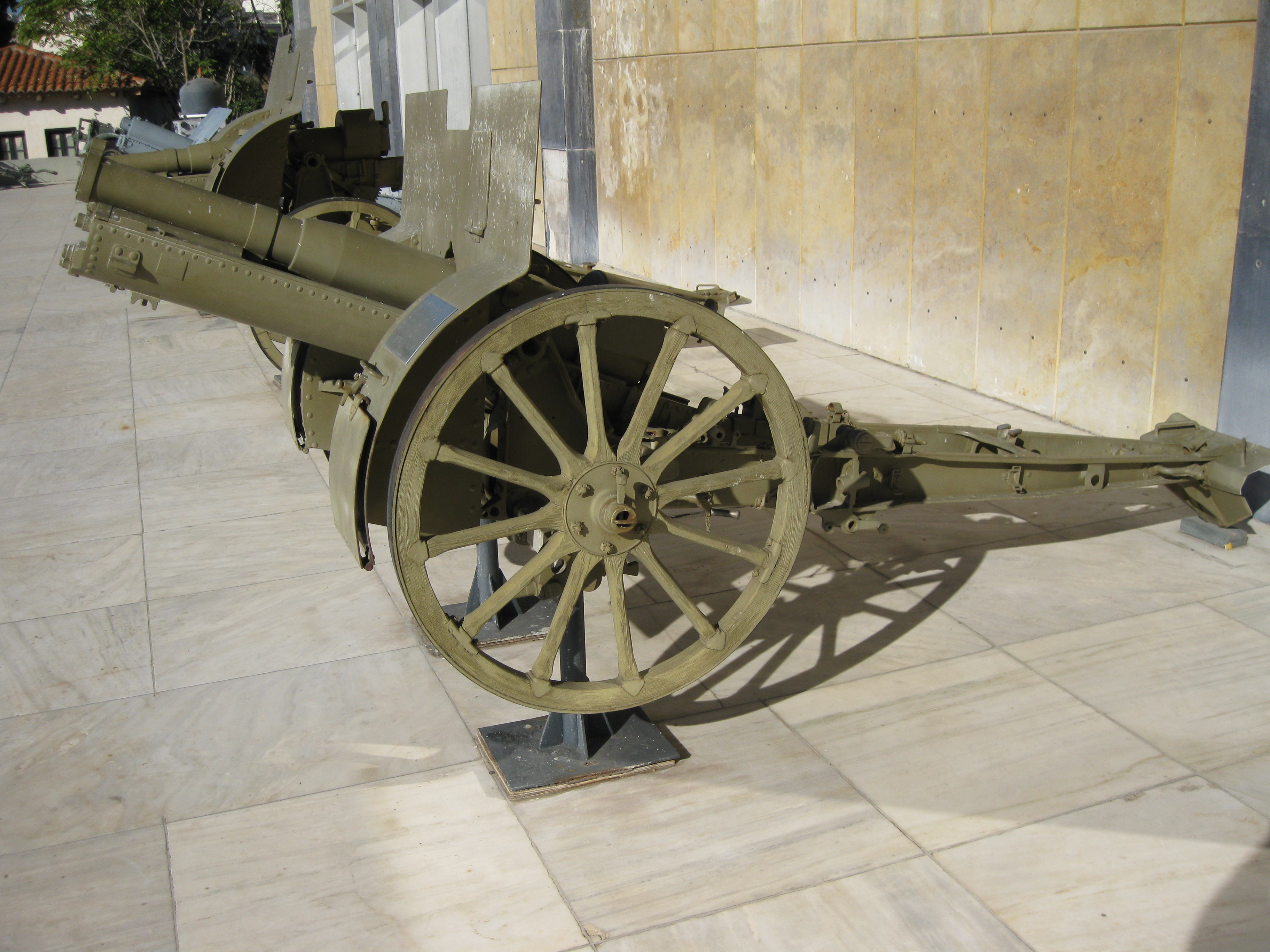
Exemplaire du musée de la guerre d'Athènes
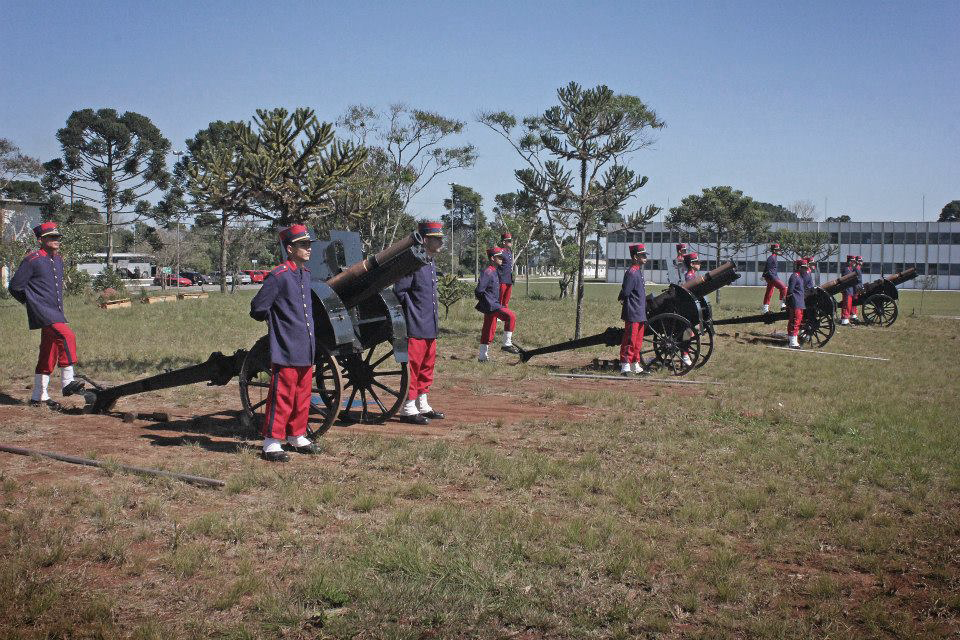
Batterie de cérémonie de l'armée brésilienne
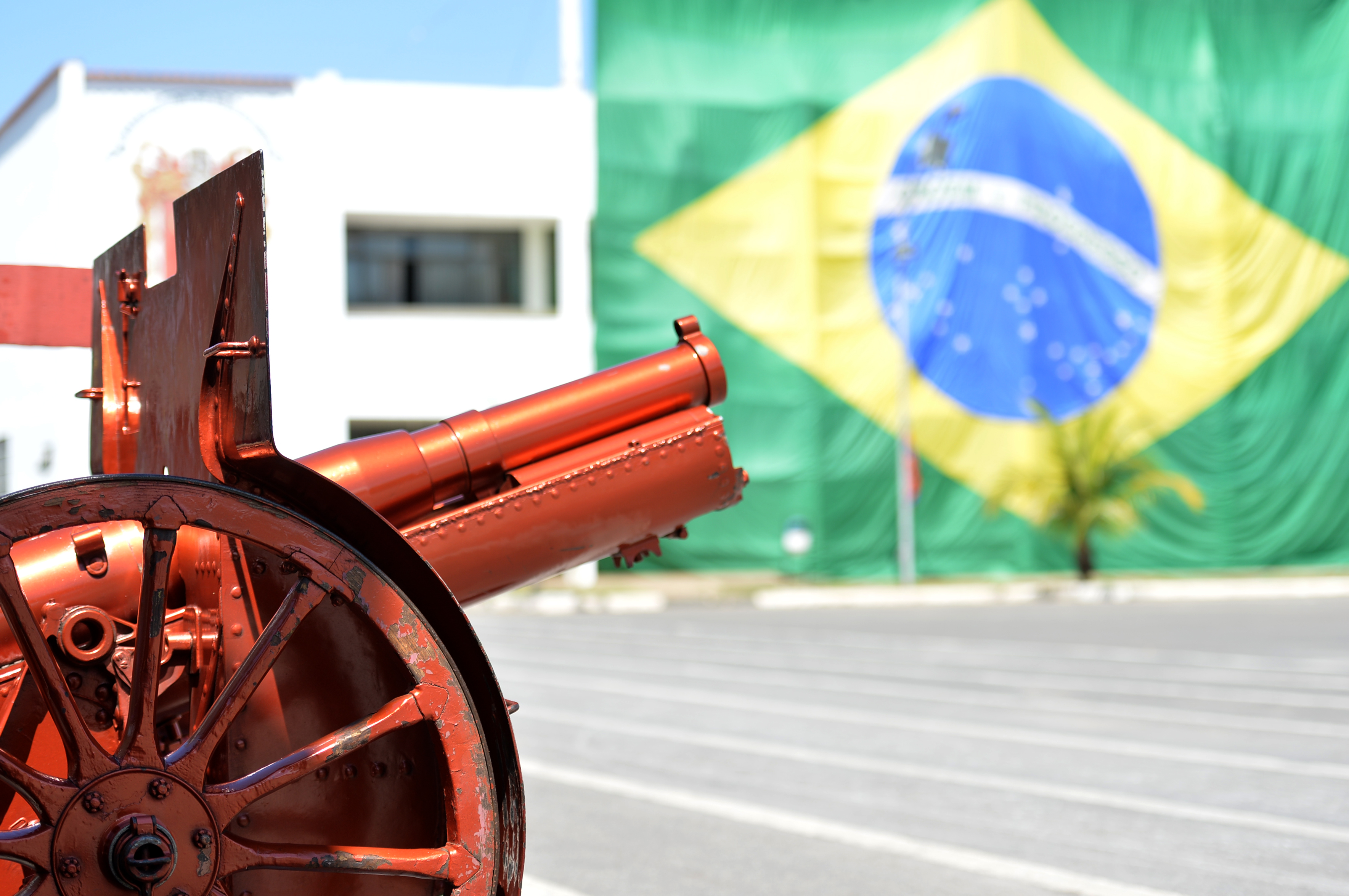
Canon de cérémonie brésilien